# Скрыдлов, Илларион Николаевич
Илларион Николаевич Скрыдлов (1797—1853) — капитан 2-го ранга; директор Псковской мужской гимназии.

## Биография
В 1809 году поступил кадетом в Морской кадетский корпус, из которого в 1811 году был выпущен гардемарином. В 1814 году мичманом плавал сначала в Балтийском, затем в Чёрном море. В 1824 году был награждён орденом Св. Владимира 4-й степени «за спасение 100 человек во время наводнения 7 ноября в С.-Петербурге». В 1828 году на корабле «Кацбах» перешел из Архангельска в Кронштадт. В 1829 году был произведён в капитан-лейтенанты с переводом из Балтийского в Черноморский флот и на корабле «Иоанн Златоуст» участвовал в сражении под Пендераклией в отряде капитана 1-го ранга И. С. Скаловского, за что был награждён золотой саблей с надписью «за храбрость». В 1830 году на корабле «Париж» плавал в Чёрном море. В 1831 году был переведён обратно в Балтийский флот.
В 1832 году стал инициатором создания Кронштадтской морской библиотеки; в 1859 году его портрет был установлен в читальной комнате Морской библиотеки с надписью «Основатель библиотеки капитан-лейтенант Илларион Николаевич Скрыдлов». Скрыдлов читал в Кронштадте лекции для молодых флотских офицеров, вёл переписку с многими научными обществами в России и за рубежом.
В 1834 году уволен от службы с чином капитана 2-го ранга «для определения к статским делам». В 1838 году был назначен директором Псковской гимназии и занимал эту должность до своей смерти летом 1853 года; 12 июля 1838 года награжден орденом Св. Станислава 2-й степени; 19 октября 1840 года к этому ордену была пожалована императорская корона; 28 декабря 1851 года награждён орденом Св. Владимира 3-й степени. Похоронен на Дмитровском кладбище в Пскове; на его могиле сохранилась надпись: «на сём месте погребено тело директора училищ Псковской губернии, статского советника и кавалера Иллариона Николаевича Скрыдлова, скончавшегося 21 июня 1853 года, 56 лет от роду» (по информации Б. Л. Модзалевского он умер в июле 1853 года.
Его дети:
- Елизавета (13.10.1841—17.12.1901)
- Николай (1844—1918), адмирал;
- Александр;
- Георгий;
- Леонтий Илларионович Скрыдлов, помещик села Гайдуново.